# Kinjō Tennō

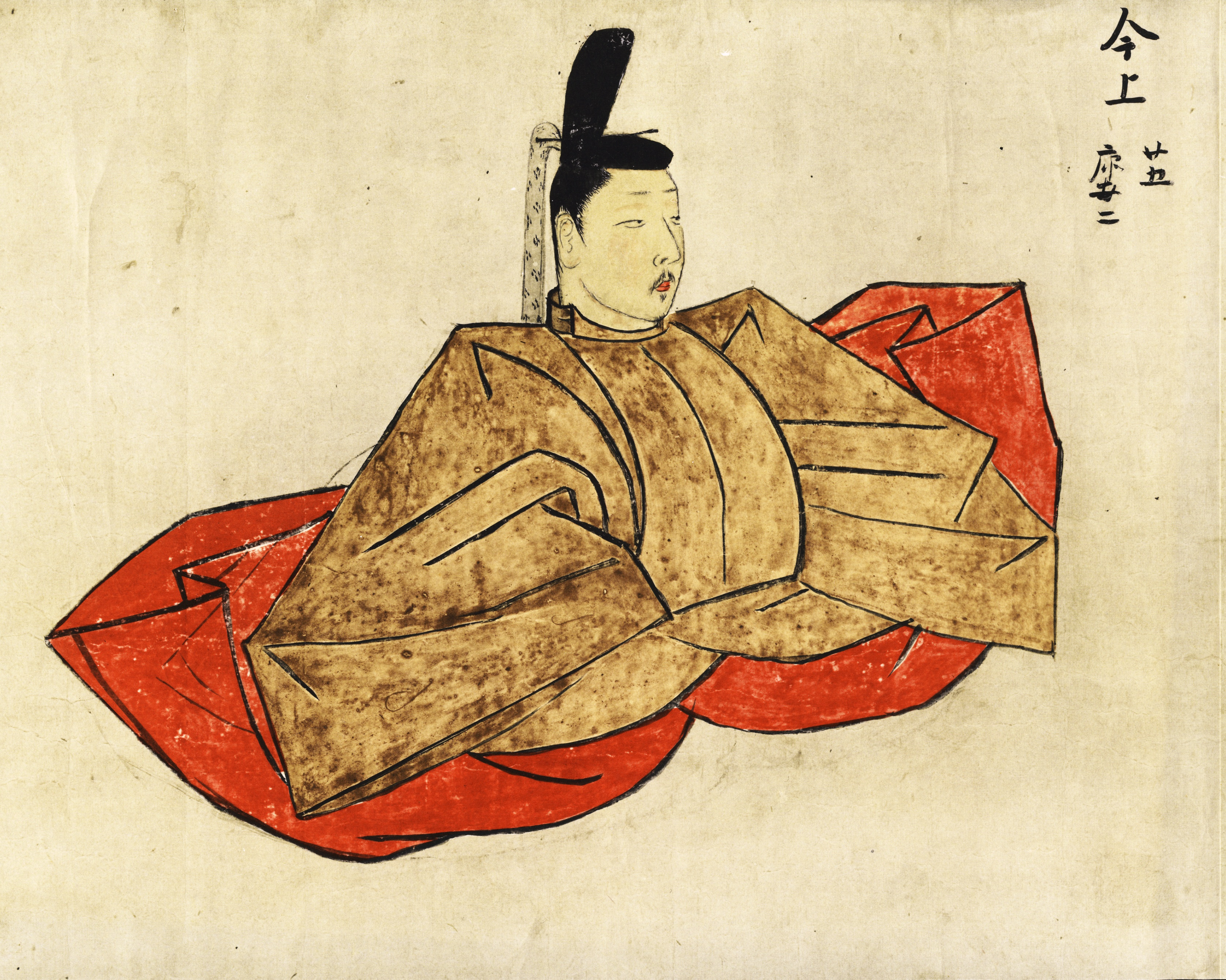
Ejemplo de uso de Kinjō Tennō.
En el emaki Tenshi Sekkan Miei, hecho a mediados del siglo XIV, el emperador reinante era Go-Kōgon, quien es mostrado como Kinjō (今上).

Kinjō Tennō (今上天皇?), traducido al español como «emperador reinante», es según el protocolo la forma en cómo se debe llamar al emperador de Japón que está actualmente viviendo, convirtiéndose en un tabú para no llamarlo con su nombre imperial.

## Historia
Originalmente, los caracteres que conforman el término Kinjō aparecieron por primera vez en las Memorias históricas de la China de la dinastía Han, escritas a finales del siglo II a. C. y comienzos del siglo I a. C., cuando se refirió al primer emperador de la China unificada, Qin Shi Huang, como Jīn shàng zhī tiānxià (今上知天下), estableciendo un tabú que prohibía nombrar al emperador reinante con su nombre propio. 
Durante la dinastía Tang, Japón realizó numerosas misiones diplomáticas que marcaron una adopción de los japoneses con las costumbres chinas, tanto en la cultura como en la política y gobierno. Entre esas costumbres, se adoptó el tabú chino de no usar el nombre propio al emperador reinante y sólo mencionarlo una vez haya fallecido.

## Uso del término
Por ejemplo, en el caso del nombre Shōwa Tennō (conocido en vida como Hirohito), la porción «Shōwa» es conocida como «nombre póstumo» (諡号 shigō?), que corresponde al nombre que se le da o se «envía» (諡る okuru?), pero solo se puede nombrar cuando el emperador ha fallecido.
No obstante, el uso del término Kinjō Tennō apenas es usado por todos en la práctica, y el nombre «Shōwa Tennō» ha aparecido habitualmente impreso en los medios de comunicación durante la era Shōwa, mientras el emperador estaba vivo, y no sólo en los medios de extrema izquierda. De hecho, Kinjō Tennō es un término bastante rígido solamente usado en ocasiones solemnes y se ha preferido el uso del término alternativo Tennō Heika (天皇陛下?   «Su Majestad, el Emperador»), que es más familiar en los medios.
Además, los medios occidentales han tomado como norma obviar el tabú japonés sobre el nombrado, denominado al emperador con su nombre secular bajo el formato «el emperador [nombre secular]», sin importar si está vivo o muerto. Por ejemplo, «Shōwa Tennō» fue denominado en medios extranjeros como «el emperador Hirohito» desde que asumió el trono en 1926 y sigue siendo nombrado por lo general así hasta nuestros días, a pesar de que murió en 1989. En el caso de los japoneses, nunca fue llamado así y sólo los medios locales lo llamaron secularmente en vida como «Príncipe Hirohito» (裕仁親王 Hirohito Shinnō?).

## Relación con el nombre de la era
Bajo el sistema moderno, el nombre póstumo del emperador siempre coincidirá con el nombre de la era (元号 gengō?). Sin embargo, el sistema de «una generación, un título» (一世一元 issei ichigen?) sólo se pudo implementar tras la Restauración Meiji en 1868. Anteriormente, el nombre del emperador reinante nunca coincidió con el nombre de la era, y el cambio de era (改元 kaigen?) podía ocurrir varias veces durante el reinado, ya sea por tradiciones en el ciclo sexagesimal chino (año uno, cinco y 58, considerados de mal augurio) o situaciones fortuitas como eventos afortunados o desastres naturales.
También existió el caso de algunos emperadores que tuvieron dos nombres póstumos, cuando reasumían el trono, en un proceso llamado chōso (重祚?), sólo aplicado dos veces: con la Emperatriz Kōgyoku que abdicó en 645 y reasumió el trono en 655 con el nombre de Emperatriz Saimei; y con la Emperatriz Kōken que abdicó en 758 y resumió el trono en 764 con el nombre de Emperatriz Shōtoku.